# Taka (Aït Yahia)
 (juin 2022).
Si vous disposez d'ouvrages ou d'articles de référence ou si vous connaissez des sites web de qualité traitant du thème abordé ici, merci de compléter l'article en donnant les références utiles à sa vérifiabilité et en les liant à la section « Notes et références ».
Pour les articles homonymes, voir Taka (homonymie).
Taka (ou Taqa en kabyle) est un village kabyle de la commune algérienne d'Aït Yahia dans la wilaya de Tizi-Ouzou en Algérie.

## Géographie

### Localisation
Le village est situé à une distance de 10 km d'Ain El Hammam et à 50 km de Tizi Ouzou.

### Hameaux et quartiers de Taka
Taka, village de la Kabylie, englobait jadis sept hameaux voisins : Tafrawt, Issendlene, Agouni Issad, Lemkharda, Aït Si Amara, Aït Bouthechour et Aït Ahmed. Ces sept hameaux faisaient partie d'un ensemble surnommé Taqa m sebaa iwegiden, soit « Taka aux sept fronts ».
À l'instar des villages kabyles traditionnels, l'adrum (quartier) constitue une organisation sociale ancestrale. Le village de Taka est structuré en quatre quartiers (idarma) : Taka compte quatre quartiers (idarma) : At meloula, Iazouzen, Lemkharda et At lahcene.
At Meloula : Le plus important, composé de plusieurs familles, notamment les Ait Ouares, Mahiou, Ait Hamou, Lefki, Ben Chikh, Ait Saada, Ait Kaci, Kadi et Ait Saadi [1].

## Toponymie
Taqa est un mot berbère qui peut être traduit en français par « genévrier ».

## Histoire
À l'instar des autres villages et régions d'Algérie, Taka a enduré les souffrances de la colonisation. Plusieurs enfants du village ont sacrifié leur vie pour l'indépendance.
En mémoire des valeureux martyrs tombés au champ d'honneur, un monument leur a été dédié à l'entrée du village en 1982
L'histoire du village Taka Ait Yahia est riche et complexe, se déployant au cœur de la culture et des traditions berbères. Situé dans une région montagneuse, ce village a traditionnellement été un lieu de rencontre pour les communautés locales, chaque pierre et chaque ruelle racontant une part de son passé[réf. souhaitée].
Les origines du village remontent à plusieurs siècles. Taka Ait Yahia a été fondé par des tribus berbères qui cherchaient un refuge dans les montagnes, loin des conflits et des invasions. Ces premiers habitants ont établi une organisation sociale basée sur des valeurs communautaires solides, où chaque membre jouait un rôle essentiel dans la survie du groupe.
Au fil des années, Taka Ait Yahia a connu de nombreuses transformations. Les influences extérieures, qu'elles soient culturelles, économiques ou politiques, ont façonné le mode de vie des villageois. Les traditions agricoles, par exemple, ont été transmises de génération en génération, avec des pratiques souvent adaptées aux conditions climatiques et géographiques de la région. La culture des oliviers et des vignes est particulièrement significative, contribuant à une économie locale florissante.
Le village a également été marqué par des événements historiques majeurs. Des conflits internes et externes ont laissé leur empreinte sur la population, mais la résilience des habitants de Taka Ait Yahia a toujours été au rendez-vous. Ils ont su préserver leur identité culturelle à travers des chants, des danses et des festivals qui animent la vie communautaire, tel que le Moussem, où les traditions sont célébrées avec ferveur.
Aujourd'hui, Taka Ait Yahia est un symbole de continuité et de résistance. Les jeunes générations cherchent à moderniser certains aspects de la vie villageoise tout en préservant leur héritage. Leurs efforts pour intéresser le tourisme envers leur village mettent en lumière l'importance de l'histoire et des traditions, tout en offrant aux visiteurs un aperçu authentique de la vie berbère.

En somme, l'histoire de Taka Ait Yahia est un témoignage vivant de la richesse culturelle et de la résilience d'un village qui, malgré les défis, continue de vibrer au rythme de ses traditions ancestrales. 

## Infrastructures
Le village est doté d'une école primaire qui a été fondée en 1896, témoignant de son riche passé éducatif. En plus de cette école, il comprend également un collège, permettant ainsi aux jeunes de poursuivre leur parcours scolaire dans des conditions adaptées. Par ailleurs, le village met à disposition de ses habitants une médiathèque moderne, un espace où l'on peut découvrir, emprunter des livres et accéder à des ressources numériques variées. Un stade, destiné à la pratique sportive, offre aux résidents la possibilité de s'adonner à diverses activités physiques et de participer à des événements sportifs.
Pour des soins de santé, le village dispose d'une polyclinique, où les habitants peuvent bénéficier de consultations médicales et de services de santé variés. De plus, un bureau de poste est également présent, facilitant ainsi les échanges et les démarches administratives pour les résidents.
Ainsi, ce village propose à ses habitants un large éventail de services essentiels, contribuant à la qualité de vie et au bien-être de la communauté.

## Les jeunes de Taka
Taka Ait Yahia abrite la seule maison de jeunes de la commune, un espace qui a été créé grâce à l'engagement bénévole des jeunes du village. Au lendemain des événements d'octobre 1988, « Agraw Ilmezien Taddart Taqqa », le comité de jeunes du village de Taka sort de la semi-clandestinité et donne naissance à l'association Tagmat, qui signifie 'fraternité'. À cette époque, les textes de loi peu contraignants ont favorisé l'émergence d'un nombre sans précédent d'associations de toutes sortes. Les associations d'activités pour les jeunes, telles que Tagmat, se sont sans doute multipliées en Algérie. Malheureusement, pour des raisons diverses, allant de la précarité des moyens matériels disponibles ou accessibles à toutes les associations, à la récupération politique, en passant par la sauvegarde d’intérêts mafieux, tout cela a rapidement fait sombrer ce formidable mouvement associatif naissant. Grâce à la mobilisation de ses adhérents, Tagmat n’a pas coulé. Elle n’est jamais entrée en conflit avec les valeurs traditionnelles qui font loi en Kabylie. Elle les a épousées et intégrées en profondeur, avant de les assouplir et de les remodeler en y imprimant une marque profonde et durable de modernité, de fraternité, de tolérance et de progrès. 

## Association
Tagmat a reçu son agrément le 25 janvier 1990, portant le numéro d'enregistrement 146. Cet agrément fait suite à la tenue de son assemblée générale constitutive qui s'est déroulée le 27 avril 1989. L'association a pour vocation de se consacrer à l'organisation et au développement d'activités variées dans plusieurs domaines, notamment le secteur culturel, artistique, technologique, religieux, scientifique et sportif. Grâce à cette diversité d'objectifs, Tagmat aspire à promouvoir l'enrichissement et l'épanouissement des membres de la communauté à travers des initiatives qui favorisent l'expression créative, l'innovation, ainsi que la collaboration et l'échange de connaissances. 
Grâce aux efforts engagés de ses membres, l'association Tagmat s'est distinguée par la construction d'une maison de jeunes ainsi que l'aménagement d'un terrain de jeux destiné à la jeunesse. Dans le but de promouvoir la création artistique, l'association a également constitué une troupe de théâtre qui a présenté plusieurs spectacles en Kabylie. 
Chaque année, l'association commémore avec enthousiasme plusieurs événements significatifs, notamment Amenzu n Yennayer, qui célèbre le nouvel an berbère, ainsi que la Journée mondiale de la femme. Elle s'engage également à célébrer diverses fêtes nationales et religieuses essentielles à la communauté. En 1996, l'association a joué un rôle crucial en organisant des festivités marquant le centenaire de l'école de Taka. 
Cette initiative a renforcé les liens entre les membres de la communauté et a mis en lumière l'importance de l'instruction et de la tradition dans le patrimoine berbère. 
Tagmat est engagée dans l'organisation régulière d'une variété d'activités sportives, parmi lesquelles se distingue le tournoi traditionnel du 20 août, événement que l'association tient chaque année depuis 1983. Cette manifestation sportive est devenue un rendez-vous incontournable pour les passionnés de sport, célébrant non seulement des performances athlétiques, mais aussi l'esprit de camaraderie et de compétition.
De plus, chaque année, l'association célèbre le marathon du 20 avril, en hommage à la date commémorative du printemps berbère de 1980. Cet événement attire de nombreux coureurs et adeptes du sport, qui viennent pour partager leur passion et se remémorer cet important moment de l'histoire.
Les sections d'arts martiaux de l'association, qui incluent des disciplines telles que le taekwondo et le vovietinam, se distinguent par plusieurs titres et la présence de champions reconnus. Grâce à un entraînement rigoureux et à un encadrement de qualité, ces sections ont su se forger une réputation solide dans le domaine des arts martiaux.
L'association a eu l'honneur d'organiser à deux reprises le championnat de wilaya de taekwondo, un événement qui a permis de promouvoir cette discipline au sein de la région et de mettre en lumière les talents locaux. Ces initiatives témoignent de l'engagement de Tagmat envers le développement du sport et de ses valeurs au sein de la communauté.   

## Patrimoine

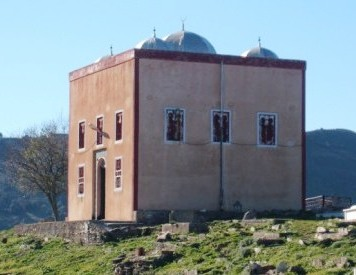
Mausolée de Sidi Hend Oulefki à Taka.

À Taka, se trouve le mausolée de Sidi Hend Oulefki, une figure religieuse respectée pour sa profonde culture et sa grande sagesse. Cet homme, dont l'influence a marqué de nombreuses générations, a su gagner les cœurs grâce à son savoir et à sa capacité à guider les autres sur le chemin de la connaissance et de la spiritualité. 
Suite à son décès, en hommage à son héritage et à l'impact qu'il a eu sur sa communauté, deux mausolées ont été construits en sa mémoire. L'un se situe à Taka, là où il a laissé une empreinte indélébile, et l'autre est érigé à Igoufaf, un village voisin qui se trouve à quelques kilomètres de distance. Ces édifices érigés en son honneur sont non seulement des lieux de recueillement pour ceux qui souhaitent se souvenir de lui, mais également des points de rassemblement où les fidèles peuvent se rassembler pour prier et réfléchir sur les enseignements de ce sage. 
Selon la légende qui se transmet de génération en génération dans la région, après le décès de Sidi Hend Oulefki, un éclat de discorde émergea entre Taka et Igoufaf villages. Chacun des villages désirait ardemment conserver la dépouille du vénérable saint pour lui offrir un lieu de repos qui lui soit propre. Cette rivalité ne tarda pas à engendrer des tensions et des querelles, mettant en péril l'harmonie de la communauté.
Face à ce désaccord grandissant et pour éviter que la situation ne dégénère davantage, Sidi Hend Oulefki, même après sa mort, aurait utilisé un stratagème particulier. Selon les croyances populaires, il aurait fait en sorte que son corps soit divisé en deux parties, permettant ainsi de mettre un terme au conflit entre les villageois. Cette action symbolique aurait eu pour effet de rétablir la paix entre les deux belligérants.
De nos jours, chaque village détient son propre mausolée dédié à Sidi Hend Oulefki, chacune des sépultures représentant une part du saint. Ces deux lieux de recueillement sont le reflet de l'héritage et des traditions respectées par les habitants de chaque village, qui continuent à honorer la mémoire de Sidi Hend Oulefki d'une manière qui leur est propre et unique[1].

## Personnalités liées au village.
- Mohand Ou Lhocine, en kabyle Muḥend U Lḥusin (1836-1901), poète et philosophe kabyle du XIXe siècle, né à Taka en 1838, son mausolée se trouve dans le hameau voisin de Aït Ahmed[1] ;
- M'barek Mahiou, secrétaire national du Front des forces socialistes, assassiné lors de la campagne électorale des élections présidentielles de 1995, le 3 novembre, à l'âge de 46 ans[1] ;
- Hocine Aït Ahmed, fondateur du Front des forces socialistes (FFS)[1] ;
- Ali Yahia Abdennour, militant des droits de l'Homme, avocat et président d'honneur de la Ligue algérienne pour la défense des droits de l'homme[1] ;
- Rachid Ali Yahia, militant de la cause berbère et de la démocratie[1] ;
- Mohand Salah Youyou, ministre des postes et télécommunications de 1995 a 1999[réf. souhaitée] ;
- Ahmed Mahiou, a dirigé l'Institut de recherches et d'études sur le monde arabe et musulman, qui dépend du CNRS français, et a été doyen de la faculté de droit d'Alger. Il a également assuré les fonctions de juge ad hoc à la Cour internationale de justice[1].